# 双龙惜字塔
双龙惜字塔，位于湖南省衡阳市常宁市烟洲乡双龙村，是衡阳市文物保护单位。

## 历史
惜字塔，又称“字库塔”、“焚字炉”，是古人用来焚烧字纸的地方。
双龙惜字塔，建于清乾隆年间，门额就阴刻楷书“敬惜字纸”。当地传说，一位老秀才临终前遗言让全村人变卖自己的家财，在舂陵河边建惜字塔。